# Transfert de la capitale ivoirienne
Le Transfert de la capitale ivoirienne volonté d'Houphouët-Boigny, a été voté par l'Assemblée nationale et formalisé par la loi n° 83-242 du 21 mars 1983, rendue applicable par le décret n° 97-177 du 19 mars 1997 signé par Henri Konan Bédié et est entré en vigueur par la première construction (hôtel des députés). Le but est de transférer l'administration d'Abidjan à Yamoussoukro. Il s'agit d'une des priorités de Laurent Gbagbo qui a fortement stimulé le projet malgré la crise politico-militaire en Côte d'Ivoire. Le projet est confié à  Pierre Fakhoury (avec son entreprise PFO), au Bureau National d'Études Techniques et de Développement (BNETD), à la société AFECC... Le projet est financé par l'état ivoirien et divers investisseurs (République populaire de Chine, etc.). Plusieurs villages devraient s'attendre à une cohabitation malgré le désaccord des chefs traditionnels comme le village de Bezro qui accueillera le Musée de la nature  ou Kpangbasso qui accueillera le futur Sénat

## Le projet d'Houphouët
Dès 1964, le président peut montrer des plans ambitieux et faire commencer à construire. En 1965, a lieu une journée, appelée plus tard la grande leçon de Yamoussoukro, où l'on fait visiter les plantations aux cadres de la nation, aux invités, les conviant à transposer au niveau de leurs propres villages, les efforts et réalisations agricoles menées à bien jusqu'ici. Et le 21 juillet 1977, Houphouët offre ses plantations à l'État.
En mars 1983, Yamoussoukro (renommé en hommage à la Reine Yamousso dans les années 1930), est devenue la capitale politique et administrative de la Côte d'Ivoire, après, en un siècle, Grand-Bassam (1893-1900), Bingerville (1900-1933) et Abidjan (1933-1983), même si la majeure partie des activités économiques est toujours située à Abidjan.

## Création d'emploi
Ce projet devrait en tout créer 115 000 emplois, le transfert effectif de la capitale à Yamoussoukro va avant tout, créer du travail pour des centaines d’ouvriers des corps du bâtiment : maçons, menuisiers, électriciens, peintres, sans compter les milliers de manœuvres à qui les différents chantiers vont offrir une chance de travail et donc de revenus. Comme d’habitude, des maquis de fortune vont surgir comme des champignons pour nourrir tous ces travailleurs. Ces tenanciers de maquis vont se ravitailler en produits vivriers sur le marché local. Pour le grand bonheur des producteurs d’ignames, de bananes, d’aubergines, de tomates… les chantiers à venir vont avoir des effets induits et des retombées économiques non négligeables en offrant du travail et de l’argent aux populations de Yamoussoukro.

## Raisons
- Grand-Bassam, Bingerville et Abidjan, capitales successives de la Côte d'Ivoire, l'ont été par la volonté des colons et non par celle des Ivoiriens ; Yamoussoukro anciennement nommée N'Gokro est une ville symbolique du Royaume Baoulé, fief de la reine Yamousso et lieu de naissance de feu Félix Houphouët-Boigny.
- Le transfert à Yamoussoukro est un moyen de décentralisation du pouvoir.
- On compte comme raison, le fait d'éloigner le « pouvoir du peuple » pour une meilleure stabilité politique.
- On pense que ce transfert est un moyen d'anticiper la montée des eaux en région côtière de Côte d'Ivoire comme Abidjan qui concentre plus de 5 millions d'âmes, ce qui représente un fort risque de catastrophe humanitaire. Cette thèse n'est pour l'instant pas confirmée.

## Événements
En janvier 1978, Valéry Giscard d'Estaing y fait une visite.
Enfin, en 1993, Yamoussoukro accueille les Funérailles de Félix Houphouët-Boigny, Président-fondateur de la République de Côte d'Ivoire, de nombreux dirigeants de pays font le voyage : Idriss Déby, Mobutu, Omar Bongo, Jacques Chirac, François Mitterrand.
En mai 2011, à Yamoussoukro, Alassane Ouattara est investi président de la République de Côte d'Ivoire.

## Les réalisations

### L'Institut national polytechnique de Yamoussoukro
Dans cette ville de grands travaux sont entrepris afin de regrouper les plus grandes écoles d'Afrique de l'Ouest grâce à l'Institut national polytechnique de Yamoussoukro qui se compose : (liste non complète)
- Institut national supérieur de l’enseignement technique, (INSET) fondé en 1979
- École nationale supérieure des travaux publics (ENSTP)
- École nationale supérieure d'agronomie, (ENSA) fondée en 1989

### Terminés
- Palais présidentiel
- Hôtel des députés ou Maison des députés[3]. Gigantesque pyramide, à l'entrée est placé vaste jardins. La pyramide comporte 300 chambres et 10 suites, c'est la plus grande de toute l'Afrique réalisée avec 22 milliards de F CFA.
- barrage de Kossou
- maison du PDCI-RDA
- l'aéroport international de Yamoussoukro
- l'Hôtel de Ville de Yamoussoukro
- Basilique Notre-Dame-de-la-Paix
- Temple protestant
- Mosquée
- Lac aux crocodiles
- l'Hôtel Président
- Musée Adja Swam

### En cours
- l'Assemblée nationale
- Voiries
- Logements économiques[4]
- Assainissement

### Bientôt
Le nombre de chantiers devrait s'accroitre
- Musée de la nature qui devrait comprendre 5 jardins (anglais, français, asiatique, arabe et africain)
- Sénat
- Rénovation des maisons étudiantes, de l'Hôtel Président, de la Fondation Félix-Houphouët-Boigny, des établissements d'enseignement (université, lycée...) qui sont en délabrement avancé.